# Zvijezde (sastav)
Zvijezde su glazbeni sastav osnovan 1981. u Sisku.

## Povijest
U Sisku je u okviru studentskog kazališta DASKA 1980. nastao bend koji je nazvan Daskabend u kojem su Željko Đeverlija-Gerro, Branko Kužnar-Žan, Branko Badanjak i Ivan Farkaš počeli nastupati i promovirati svoj materijal u lokalnom disko klubu gdje su izvodili ska/regge pod utjecajem londonske klupske scene. 1981. su nastupili na Subotičkom festivalu te izdali singl ploču 'Na placu/Moj susjed je gospodin' nakon čega su uslijedili pregovori oko izdavanja albuma.

Istovremeno je u Zagrebu nastala pop grupa Patrola koja je izdala album s uspješnicom 'Ne pitaj za mene'. Vokalist te grupe bio je Renato Metessi. Glazbeni kritičar Ante Batinović odigrao je ključnu ulogu u nastajanju Zvijezda jer je, imajući kontakte s obje grupe, osjetio da bi spajanjem dvije različite skupine mogao nastati jedan novi originalni glazbeni izričaj na hrvatskoj pa čak i na široj jugoslavenskoj sceni. Sastanak kojemu je nazočio i Jasenko Houra, uz Antu Batinovića koji je doveo Renata Metessija, dogodio se u Sisku u studenom 1981. Nakon dogovora, u kratkom roku dogovoreno je ime i umjesto Ivana Farkaša u Zvijezde je pozvan Rajko Puclin iz Varaždina.
Probe su održavali u prostorijama kazališta DASKA u Sisku. Zvijezde su iz prijašnjih bendova i pojavnosti na rock sceni imale vjetar u leđa i odmah su počeli s koncertima. U ožujku 1982. nastupili su kao predgrupa na koncertu Boomtown Rats-a u Maloj Dvorani Doma Sportova te su istu večer svirali u Studentskom Centru s Azrom i Leb i sol. Svirali su u svim državama Jugoslavije.
Nakon drugog albuma kreću promjene u sastavu benda zbog neizostavnog obaveznog odlaska u vojsku što je utjecalo i na promjenu zvuka benda.
Krajem 1986., nakon izdavanja trećeg albuma, od originalne postave u bendu je ostao samo Metessi. Koncertna aktivnost benda je na startu 90-ih bila minimalna. Na albumima objavljenim 1990. do 2004. nitko od originalnih članova benda osim njega nije bio u bendu iako je 1990. izdao album kao Zvijezde te nastupao kao Renato Metessi & Zvijezde od druge polovice 90-ih.   
Metessi se 2003. pojavio u dokumentarnom filmu Igora Mirkovića 'Sretno dijete' što je mnogima je osvježilo pamćenje na njega i bend Zvijezde te stavilo u fokus interesa publike.
Sredinom 2008. originalna postava benda se ponovno okupila u Prečkom na prvoj probi nakon razgovora Gerre i Metessija, čemu je prethodio razgovor Gerre i ostalih originalnih članova benda. Te godine odradili su nekoliko koncerata te nastupili u emisiji Garaža.

## Članovi
- Renato Metessi
- Željko Đeverlija-Gerro
- Branko Kužnar-Žan
- Branko Badanjak
- Rajko Puclin
- Gordan Dorvak
- Željko Banić-Bane
- Željko Turčinović

## Diskografija

### Studijski albumi
- Imitacija života (1982., Suzy Records)
- Mjesto pod suncem (1984., Suzy Records)
- Pravovjerni plesači (1986., Suzy Records)
- Licem prema nebu (1990., Suzy Records)
- Renato Metessi & Zvijezde - Sjaj i bijeda Hollywooda (1996., Croatia Records)
- Renato Metessi & Zvijezde - Muvanje (1998., Croatia Records)
- Renato Metessi & Zvijezde - Automatski piloti (2002., Orfej)
- Renato Metessi & Zvijezde - Veliki strašan film (2003., Dancing Bear)
- Čovik od soli (2009., Dallas Records)
- Ljudi od slame (2016., Dallas Records)

### Uživo
- Renato Metessi & Zvijezde – Strast i znoj u tvornici (2004., Dancing Bear)

### Kompilacije
- Renato Metessi & Zvijezde ‎– Na zapadnoj strani-The best of 1982.-1990. (2003., Croatia Records, Perfekt Music)

## Vanjske poveznice
- arhivirana službena stranica benda